# Saurová revoluce
Saurová revoluce známá také jako Dubnová revoluce nebo Dubnový puč byl státní převrat (který se sám prohlásil za revoluci) vedený Lidově demokratickou stranou Afghánistánu podporovanou Sovětským svazem, proti vládě afghánského prezidenta Muhammada Dáúda Chána. K revoluci došlo ve dnech 27. až 28. dubna 1978. Muhammad Daúd Chán a s nim i většina jeho rodiny byli zabiti v prezidentském paláci. Výsledkem revoluce bylo vytvoření vlády v čele s Núrem Mohammadem Tarakím, který v nově nastoleném režimu zastával funkci generálního tajemníka Revoluční rady. Revoluce byla předzvěstí sovětské intervence v Afghánistánu, ke které došlo v roce 1979 a následné sovětské války v Afghánistánu, která trvala od roku 1979 do roku 1989 a byla vedena proti mudžáhidům.
Saur či Sowr je v jazyce dárí název druhého měsíce v roce podle perského kalendáře, tedy měsíce ve kterém došlo k převratu. Puč byl započat z rozkazu člena Lidově demokratické strany Afghánistánu Hafizulláha Amína, který později během tiskové konference v New Yorku v červnu 1978 prohlásil, že se nejednalo o puč ale o revoluci z vůle lidu. Během převratu došlo k těžkým bojům a zemřelo při něm několik tisíc lidí.

## Pozadí události
Po státním převratu v roce 1973 se v Afghánistánu chopil moci Muhammad Dáúd Chán s podporou menší politické strany Lidově demokratické strany Afghánistánu. Převratem tak skončila existence Afghánského království a král Muhammad Záhir Šáh byl zbaven trůnu. Po pádu monarchie byla ustanovena Afghánská republika. Prezident Muhammad Dáúd Chán byl přesvědčen, že užší vazby se Sovětským svazem a jeho vojenská podpora, umožní Afghánistánu převzít kontrolu nad paštunskými územími v severozápadním Pákistánu. Dáúd Chán však byl znepokojen snahou Sovětů diktovat Afghánistánu zahraniční politiku a vztahy mezi oběma zeměmi se zhoršily.
Během sekulární vlády Daúd Chána se v LDSA vytvořily dvě hlavní frakce, parchamisté a khalqisté. Dne 17. dubna 1978 byl za nejasných okolností zavražděn lidově demokratický politik Mir Akbar Khyber. Přestože vláda vydala oficiální prohlášení, v němž vyjadřovala politování nad atentátem, lidově demokratický politik Núr Mohammad Tarakí z atentátu obvinil vládu a jeho názor sdílela i velká část kábulské inteligence. I další politici LDSA se obávali, že je prezident plánuje odstranit.
Během pohřbu zavražděného politika došlo k protivládním protestům a krátce na to byla většina předních představitelů LDSA, včetně Babraka Karmala, vládou zatčena. Hafizulláh Amín byl vsazen do domácího vězení, což mu dalo šanci na vydání rozkazu k povstání, které bylo pomalu připravováno po více než dva roky. Aniž by měl k tomu oprávnění, vydal Amín khalqistickým armádním důstojníkům příkaz ke svržení vlády.

## Státní převrat

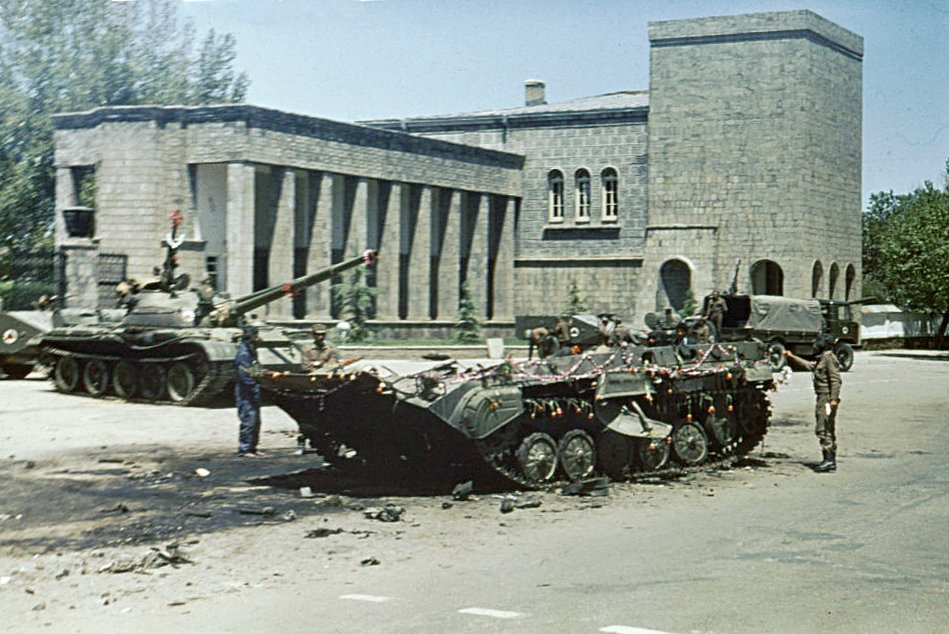
Vojáci před budovou prezidentského paláce, 28. dubna 1978

Přípravné kroky k převratu započaly v dubnu 1978, když tankistický velitel již dříve se přidavší na stranu khalqistů varoval Dáúda, že v nejbližší době, jmenovitě 27. dubna, se chystá útok na Kábul. Na velitelovo doporučení byly kolem kábulského prezidentského paláce Arg rozmístěny tanky. Dne 27. dubna se tyto tanky obrátily proti paláci.
Podle očitých svědků byly prvními známkami hrozícího puče zprávy o tankové koloně směřující do hlavního města, nedaleko ministerstva obrany se objevovaly kouře neznámého původu a ozbrojenci, někteří z nich ve vojenských uniformách, začali střežit hlavní křižovatku ve městě Ariana Circle. K prvním výstřelům došlo nedaleko ministerstva vnitra, kde se policejní jednotky pokusily zastavit postupující tankovou kolonu. Odtamtud se boje rozšířily do dalších oblastí města. Později téhož odpoledne přiletěla první stíhací letadla Suchoj Su-7, která v nízké letové hladině vypálila rakety na národní palác v centru města. V podvečer bylo vládním Rádiem Afghánistán oznámeno, že prezident Dáúd Chán byl sesazen khalqisty.
Vzdušné útoky na palác ještě během noci zesílily. Ráno 28. dubna byl ve většině Kábulu klid, i když se v jižní části města stále ozývala střelba. Vzbouřenci ovládli město a sesazený prezident i se svým bratrem byli toho rána zabiti, když skupina vojáků obklíčila těžce poškozený prezidentský palác a požadovala okamžitou kapitulaci a prezident se jim se svým bratrem postavili se zbraní v ruce. Kromě nich byl zabit také ministr obrany Ghulam Hajdar Rasuli, ministr vnitra i viceprezident.